# Viltrox
Viltrox（ビルトロックス、英名：Shenzhen Jueying Technology Co.,Ltd.）は、2009年に起業した中華人民共和国深圳市の深圳市爵影科技有限公司が展開するレンズブランドである。

## 概要
2009年に、写真機器の製造を開始。マウントアダプター、LED補助光、高精細モニター、クローズアップリング、タイマーなどを生産していた。2018年、初のViltroxブランドのレンズであるViltrox 85mm F1.8 MFを発売。2019年、同社初のオートフォーカス対応レンズであるVILTROX PFU RBMH 85mm F1.8 STMを発売。ミラーレスカメラを中心にViltroxブランドのレンズを展開している。
日本での正規代理店は、常盤写真用品株式会社。

## 製品一覧

### フルサイズセンサー対応レンズ

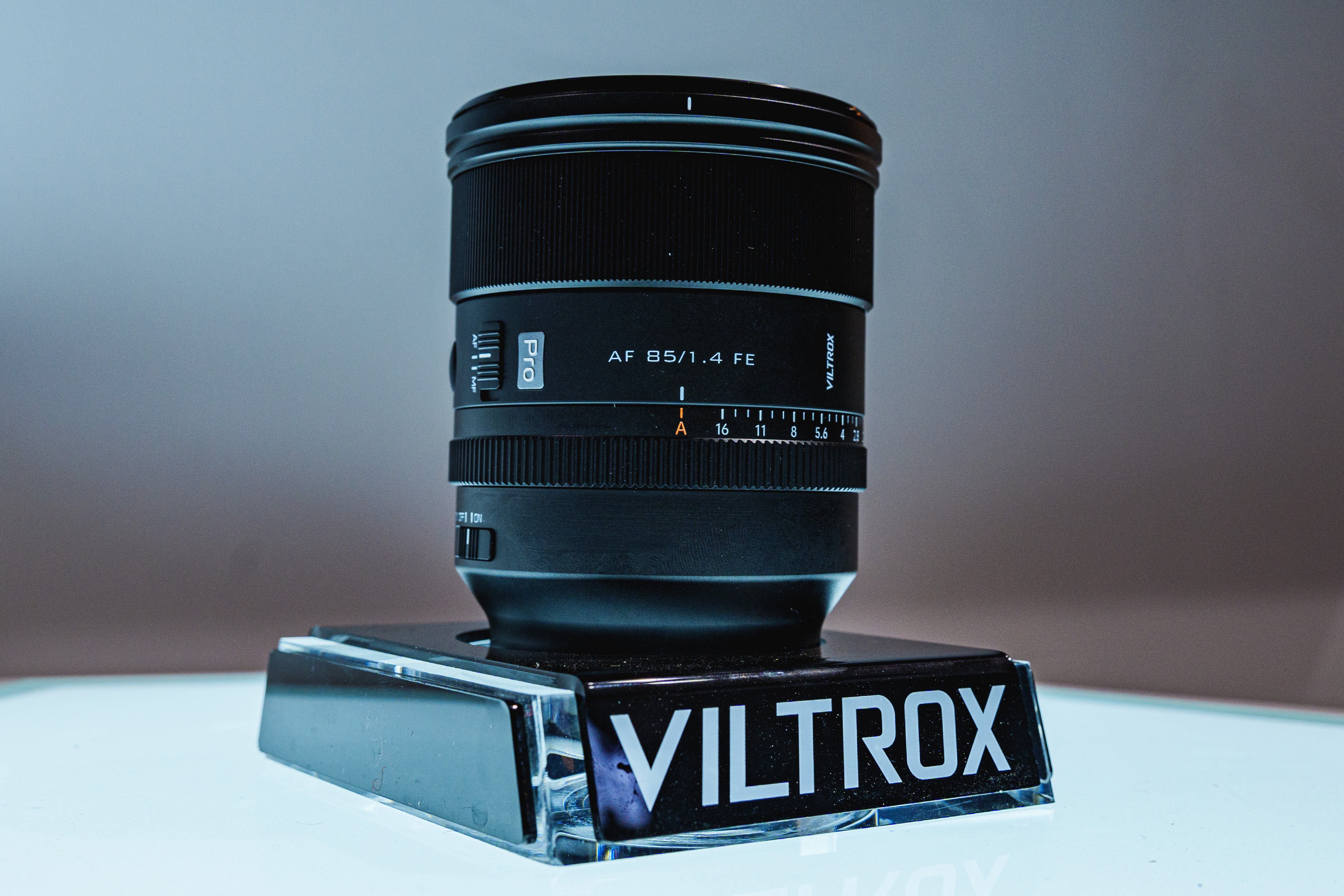
AF 85mm F1.4 Pro FE

- MF 20mm F1.8 FE - 対応マウントはソニーFE。
- AF 24mm F1.8 FE
- AF 35mm F1.8 FE
- AF 50mm F1.8 FE
- MF 85mm F1.8 FE
- AF 85mm F1.8 FE
- AF 85mm F1.8 II - FEⅠ型より軽量化が測られた。
- MF 20mm F1.8 Z - 対応マウントはニコンZ。
- AF 24mm F1.8 Z - 対応マウントはニコンZ。

- AF 35mm F1.8 Z

- AF 50mm F1.8 Z
- AF 85mm F1.8 Z - 初のニコンZマウント対応サードパーティーレンズ。

### APS-Cセンサー対応レンズ

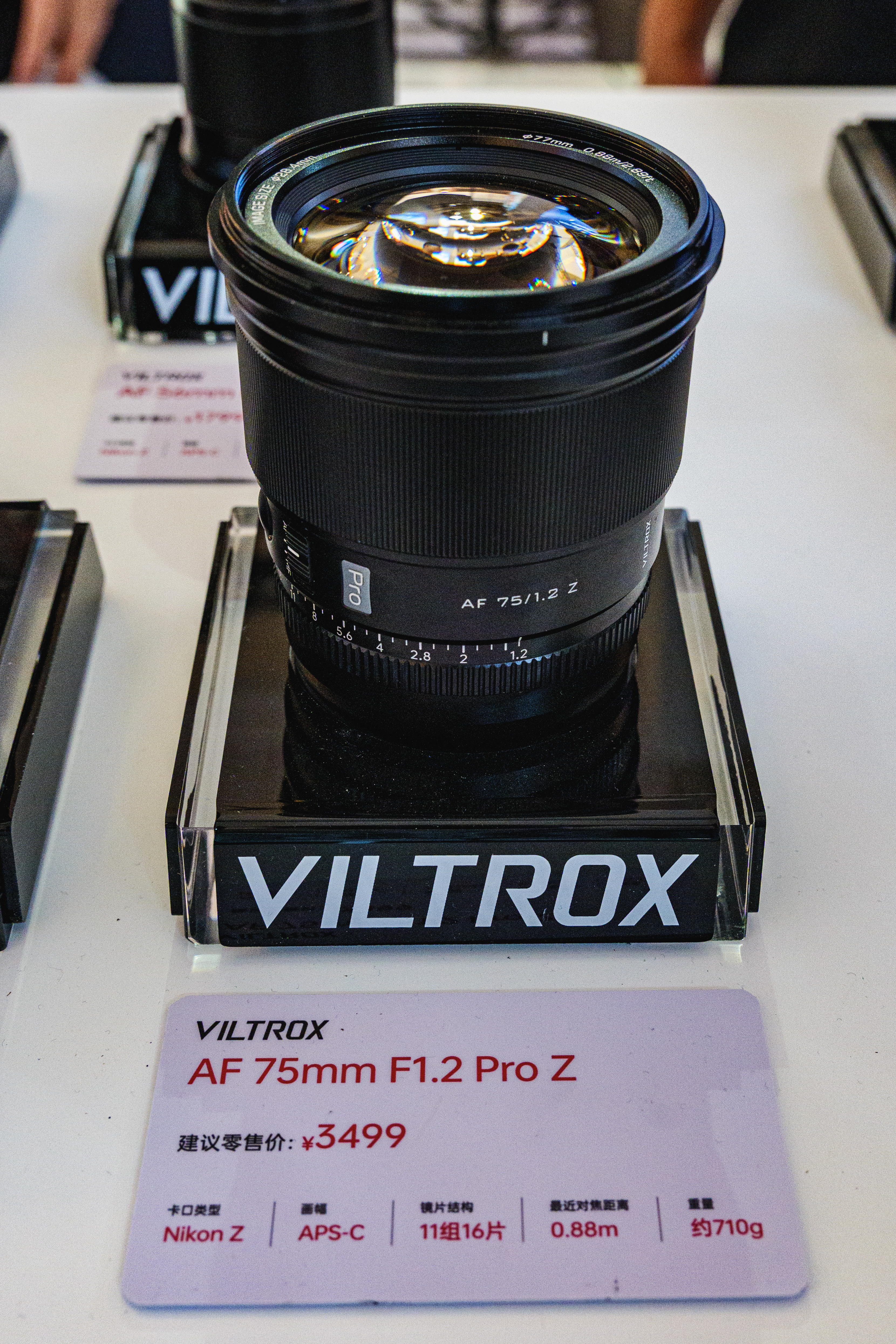
AF 75mm F1.2 Pro Z

- AF 23mm F1.4 E - 対応マウントはソニーE。
- AF 33mm F1.4 E
- AF 56mm F1.4 E
- AF 23mm F1.4 M - 対応マウントはキヤノンEF-M。
- AF 33mm F1.4 M
- AF 56mm F1.4 M
- AF 23mm F1.4 XF - 対応マウントは富士フイルムX。
- AF 33mm F1.4 XF
- AF 56mm F1.4 XF
- AF 85mm F1.8 XF
- AF 85mm F1.8 II XF - Ⅰ型より軽量化が測られた。
- AF 24mm F1.4 Z - 対応マウントはニコンZ。
- AF 33mm F1.4 Z

- AF 56mm F1.4 Z

### シネマレンズ
- S 20mm T2.0 E
- S20MM T2.0 电影镜头L卡口 - 対応マウントはLマウント。

### マウントアダプター
- EF-GFX
- EF-FX2
- EF-FX1
- EF-M1
- EF-M2II
- EF-Z
- EF-Z
- EF-R2
- EF-EOS R
- EF-EOS M2
- EF-EOSM
- EF-EII
- EF-NEX IV
- NF-NEX
- NF-M43X
- NF-M43
- NF-M1
- NF-FX1
- NF-E1
- NF-E

### 接写リング
- DG-Z
- DG-NEX
- DG-M43
- DG-GFX
- DG-FU
- DG-EOSR
- DG-C

### その他
- C-AF-2XII - EFマウントレンズに対応の2倍テレコンバーター。AFやEXIF記録に対応する。
- JY-43F - フォーサーズレンズをマイクロフォーサーズマウント対応させるマウントアダプター。AFやEXIF記録に対応する。
- E-T10 - EマウントレンズをZcamに接続させるためのアダプター。EXIF記録に対応する。